# Seznam irskih filozofov
Seznam irskih filozofov.

## A
- Avguštin Eriugena

## B
- George Berkeley
- John Desmond Bernal
- George Boole
- Peter Browne (teolog)
- Edmund Burke

## D
- Neil Downing

## E
- Johannes Scotus Eriugena

## H
- Francis Hutcheson

## M
- William Molyneux
- Kevin Mulligan
- Iris Murdoch

## O
- John O'Donohue

## P
- Petrus de Ibernia, 1224–1252
- Philip Pettit

## T
- William Thompson
- John Toland